# Інформаційна архітектура
Інформаці́йна архітекту́ра — це перш за все ефективне управління вмістом, чітко визначені процедури та інформаційна політика сайту. Інформаційна архітектура є складним процесом, який включає в себе багато інших галузей знання. Перші стадії становлення інформаційної архітектури починається ще задовго до розвитку комп'ютера. Однак, навіть на даний час інформаційна архітектура продовжує розвиватися і не стоїть на місці.

## Історія розвитку інформаційної архітектури
Люди століттями займалися структуруванням, організацією та предметизацією інформації, ще задовго до виникнення комп'ютерів та інтернету. Ще в 660 р. до н. е.. глиняні таблички ассирійського царя були розкладені по темам. У 330 р. до н. е. бібліографія Олександрійської бібліотеки була розміщена на 120 сувоях.
У 1873 році Мелвіл Дьюі (Melvil Dewey) придумав «десяткову систему Дьюї» для організації й спрощення доступу до неухильно зростаючої кількості книг.
Система Дьюі і Бібліотеки Конгресу класифікації були розроблені для того, що покращити організацію доступу до постійно зростаючої колекції бібліотеки.
Комп'ютерні мережі, особливо інтернет, і його часте використання через World Wide Web, пришвидшили темп, при якому інформація публікується. .
Однак, інформація весь час збільшується і люди продовжують вигадувати ефективніші способи організації. Ричард Саул Вурман ввів термін «інформаційна архітектура» в 1976 році. Крім того, він опублікував книгу на цю тему в 1997 році.
Є інші терміни, які використовуються як синоніми для інформаційної архітектури: юзабіліті (див. Межі), управління контентом, дизайн. Однак, ці терміни відносяться до окремих галузей у інформаційній архітектурі чи конкретних технологій, що використовуються для створення і управління інформаційною системою (наприклад вебсайтів).

## Визначення
Існує багато визначень інформаційній архітектури:
1. Поєднання схем організації, предметизації і навігації, реалізованих в інформаційній системі.
2. Структурне проектування інформаційного простору, що сприяє виконанню завдань і інтуїтивному доступу до вмісту.
3. Мистецтво та наука структурування та класифікації веб сайтів та інтразв'язків з метою полегшення користувачам пошуку інформації та управління нею.
4. Розвиткова дисципліна і спільнота практиків, що ставить своїм завданням поширення принципів проектування та архітектури на цифрових просторах[3].

### Межі визначення інформаційної архітектури
Проведення кордонів інформаційної архітектури виявляється ще більш нетривіальним завданням. Наприклад, деякі речі визначені але не відносяться до інформаційної архітектури:
- Графічне оформлення НЕ є інформаційною архітектурою.
- Розробка програмного забезпечення НЕ є інформаційної архітектурою.
- Проектування юзабіліті НЕ є інформаційною архітектурою.

1. Графічний дизайн. Традиційно дизайнер відповідав за всі аспекти візуальної комунікації, від розробки логотипу і фірмового стилю корпорації до структури окремих сторінок. У Всесвітній павутині дедалі помітнішою стає вузька спеціалізація графічних дизайнерів, у зв'язку зі зростанням складности даного середовища. Попри це, багато дизайнерів окрім графічного дизайну виконують також роботи з інформаційної архітектури[4]
2. Проєктування взаємодії. Проєктувальники взаємодії (interaction designers) займаються завданнями і процедурами, з якими користувачі стикаються при роботі з програмними та інформаційними системами. Вони часто мають підготовку в області людино-машинної взаємодії, і їхня мета — допомогти користувачам успішно досягти результату і виконати свої завдання.
3. Проєктування юзабіліті. Проектувальники в області юзабіліті (usability engineers) застосовують строгий науковий підхід до вивчення, тестування та аналізу діяльності користувачів. Їх підготовка в області людиномашинної взаємодії і досвід спостереження за користувачами забезпечують цінний внесок у проектування. Саме проектувальники юзабіліті займаються вивченням і тестуванням всього досвіду користувача в цілому, що виникає при роботі з сайтом, включаючи інформаційну архітектуру і графічний дизайн.
4. Проєктування досвіду. Проєктування досвіду (experience design) — широкий термін, що включає в себе інформаційну архітектуру, юзабіліті, графічний дизайн і проектування інтерфейсу як складові частини цілісного досвіду користувача. Фахівці з проєктування досвіду щодо рідкісні, оскільки небагато знайдеться людей, що володіють знаннями у всіх цих підгалузях. Сам термін корисний тим, що заохочує знайомство з суміжними дисциплінами і співробітництво.
5. Розробка програмного забезпечення. Інформаційну архітектуру рідко плутають з розробкою програмного забезпечення, однак ці області тісно взаємопов'язані. Інформаційні архітектори покладаються на розробників в реалізації їх ідей. Розробники допомагають нам зрозуміти, що можливе, а що – ні. У міру того, як  всесвітня павутина поступово стирає відмінності між програмними додатками і інформаційними системами, подібна співпраця набуває щобільшого значення.
6. Управління вмістом. Управління вмістом (content management) і інформаційна архітектура суть дві сторони однієї медалі. ІА представляє «моментальний знімок» інформаційної системи, в той час як управління вмістом описує життєвий цикл у часі, показуючи, що інформація повинна потрапляти в інформаційну систему, циркулювати в ній і вилучатись. Управління вмістом охоплює питання володіння вмістом і інтеграції злитих процесів і технологійщо це таке?, що підтримують середовище для динамічної публікації вмісту[5].

## Призначення
Кожна будівля служить своїй унікальній меті. Архітектура, проектування, будівництво, оздоблення та місце розташування відіграють важливу роль у формуванні загального враження. Всі елементи повинні працювати разом. У вдалих будівлях ціле в сукупності перевершує суму складових його частин.
Аналогія з архітектурою — потужний інструмент для знайомства зі складною багатовимірної природою інформаційних просторів. Як і будівлі, вебсайти володіють архітектурою, що визначає нашу роботу з ними.
Деяким вебсайтам властива логічна структура, що дозволяє нам знайти відповідь і виконати завдання. В інших сайтах відсутня яка-небудь логічна організація, і спроби навігації по ним виявляються марними. Не вдається знайти потрібний товар, ми не можемо знайти звіт, знайдений на минулого тижня, або губимося в кошику покупок інтернет-магазина. Такі вебсайти нагадують невдалі споруди: будинки з протікають плоскими дахами, кухні, в яких немає місця для кухонного столу, офісні будівлі, в яких не відкриваються вікна, і лабіринти аеропортів з покажчиками, провідними не туди.
Розробникам вебсайтів не слід замикатися в метафорі будівельної архітектури.

## Використання інформаційної архітектури
Можливість знайти інформацію — вирішальний фактор для зручності сайту в цілому. Якщо користувачі виявляються не в змозі знайти потрібні їм відомості, переглядаючи вебсторінки, виконуючи пошук сайтом і задаючи питання, сайт треба вважати провальним. Але недостатньо лише орієнтуватися на кінцевого користувача при проєктуванні. Необхідно врахувати завдання організацій і тих, хто управляє інформацією. Інформаційна архітектура повинна приводити в рівновагу потреби користувачів і завдання бізнесу. Велике значення мають ефективне управління вмістом, чітко визначені процедури та інформаційна політика сайту.
Такі дисципліни, як ергономіка і етнографія, дозволяють внести суворість наукових методів у аналіз потреб користувачів і їх поведінки при пошуку інформації. Практична робота в галузі інформаційної архітектури ніколи не буде зведена виключно до механічних дій — занадто великі неоднозначність і складність. Інформаційні архітектори повинні покладатися на свій досвід, інтуїцію і творчий підхід. Вони повинні бути готовими йти на ризик і довіряти своїй інтуїції. В цьому і полягає «мистецтво» інформаційної архітектури.
У книжковому магазині дійсно можна з захопленням ритися в книгах, роблячи несподівані знахідки. Але якщо ви прийшли в пошуках конкретної книги або вас цікавить певний автор або тема, то вам гарантований довгий і болісний пошук голки в копиці сіна.
Порівняйте хаос цього магазину з порядком, що панує в бібліотеці. Бібліотека — це не просто склад для книг, журналів і музичних записів. В ній є складні системи і добре навчені професіонали, які діють непомітно і відбирають, оцінюють, позначають, описують, структурують та організовують колекції, щоб читачі бібліотеки могли знайти потрібну для них. Незважаючи на те, що інформаційна середу бібліотеки строго органи поклику, предметно-орієнтований підхід, характерний для десяткової системи Дьюї та схеми класифікації Бібліотеки Конгресу, допускає також дослідний перегляд і випадкові відкриття.
Коротко можна сказати, що основний шлях збільшення цінності друкованих матеріалів бібліотеками і бібліотекарями полягає в розміщенні цих матеріалів в строгому порядку, створеному за правилами інформаційної архітектури та полегшує доступ до них читачів. Інформаційні архітектори виконують аналогічну задачу, але зазвичай вона вирішується в контексті вебсайтів і цифрового вмісту. Звичайно, між бібліотеками та вебсайтами є істотні відмінності.
При розробці інформаційної архітектури бібліотеки доводиться вирішувати багато проблем, але бібліотека являє собою відносно чітко певне середовище і відкриває доступ до великого на накопичений досвіду. Навпаки, вебсайти висувають цілий ряд нових проблем. Віртуальні простору мають більшу гнучкість в порівнянні з фізичними і тому можуть бути організовані набагато складніше. Крім того, дотепер вироблено занадто мало правил для створення інформаційних структур в цифрових просторах.

## Складові інформаційної архітектури
З'ясувати точно, які компоненти утворюють інформаційну архітектуру, може виявитися непростою справою. З одними компонентами користувачі взаємодіють безпосередньо, а інші залишаються за сценою, і користувачі не підозрюють про їх існування.
Компоненти інформаційної архітектури, можна розділити на чотири категорії:
1. Системи організації. Способи розподілу інформації по категоріях, наприклад, по темі або хронологічно.
2. Системи позначки. Способи подання інформації, наприклад, вживання наукової або повсякденної термінології.
3. Системи навігації. Способи перегляду або пересування за інформацією, наприклад, за допомогою клацань в ієрархії.
4. Системи пошуку. Способи пошуку інформації, наприклад, шляхом виконання пошукового запиту або за допомогою покажчика. Здійснювати пошук можна за допомогою предметизації, систематизації та координатного індексування[8].

### Засоби перегляду
Ці компоненти забезпечують користувача готовим набором маршрутів, що полегшують навігацію сайтом. Користувачі не вводять запити, а знаходять необхідне менюм і посиланнями. У число засобів перегляду входять:
- Системи організації. Головні засоби розподілу вмісту сайту по категорії ям. Їх називають також таксономії і ієрархіями.
- Глобальні системи навігації сайтом. Основні системи навігації, які допомагають користувачеві зрозуміти, в якому місці сайту він знаходиться і в яке місце сайту він може перейти.
- Локальні системи навігації. Основні системи навігації, що допомагають користувачеві зрозуміти, в якому місці розділу сайту він знаходиться і в яке місце цього разу справи він може перейти (наприклад, на підсайті).
- Карти змісту сайтів. Системи навігації, службовці доповненням до головних систем навігації. Надають короткий огляд основних розділів сайту і його підлеглих сайтів з посиланнями на них, зазвичай у вигляді загальної структури.
- Покажчики вмісту сайту. Додаткові системи навігації, що містять упорядкований за алфавітом список посилань на вміст сайту.

### Інструменти пошуку
Ці компоненти забезпечують користувачеві можливість введення особистих запитів (наприклад, для виконання пошуку) і автоматично повертають йому вислід. Можна уявляти їх собі як динамічні автоматизовані доповнення до засобів про огляду. Компоненти пошуку включають в свій склад:
- Предметизація. Визначення предметної рубрики для документа відповідно до його змісту.
- Індексування. Суть індексування полягає у зарахуванні документа до певної групи, класу відповідно до змісту. Кожен клас позначається певним кодом відповідної інформаційно-пошукової мови, тобто мови, що призначена для передачі змісту документів з метою подальшого пошуку.
- Систематизація. Визначення класифікаційного індексу документа відповідно до його змісту.
- Координатне індексування. Визначення ключових слів і дескрипторів.
- Анотування. Це процес складання анотації, тобто стислої характеристики документа, його частини або групи документів з погляду призначення, змісту, форми та інших особливостей.

###### Інститут інформаційної архітектури
Інститут інформаційної архітектури є некомерційною організацією добровольців присвячений сприянню і просуванню інформаційної архітектури. Інститут заснований в 2002 році (спочатку відомий як The Asilomar Institute for Information Architecture), інститут перетворився в один з найбільших у світі професійних груп для вебфахівців, з більш ніж 1200 членів у 60 країнах світу.
В інституті широко визначається термін «інформаційна архітектура», як:
Конструкції загальних інформаційних середовищ.
Мистецтво та наука організації та маркування вебсайтів, інтернет, інтернет-спільноти та програмного забезпечення для підтримки зручності і ефективності пошуку.
Нові спільноти практиків, які зосереджені на забезпеченні принципів дизайну та архітектури до цифрового ландшафту.